# Чайковський Богдан Миколайович
Богда́н Микола́йович Чайко́вський (1942—2016) — багатолітній директор Львівського історичного музею, заслужений працівник культури України, член національного комітету Міжнародної Ради музеїв, голова ради директорів музеїв Львівщини, заступник голови Асоціації музеїв та галерей західного регіону.

## З життєпису
1978 року очолив Львівський історичний музей. За час його керування було відкрито нові відділи музею, зокрема:
- музей «Палаццо Бандінеллі», 2005,
- музей скла, 2007 у відреставрованій пам'ятці архітектури XVI—XVII ст. палаццо Бандінеллі,
- «Музей визвольної боротьби України» — перша черга відкрита 14 жовтня 2012-го,
- розроблено концепцію майбутнього музею техніки.

Виховував нових музейних працівників.
У грудні 2015 року залишив посаду директора Львівського історичного музею — подав заяву на дострокове звільнення з роботи за власним бажанням.
Є автором низки статей щодо шляхів і методів удосконалення всіх напрямків музейної діяльності, проблем музейного будівництва. Учасник наукових конференцій, круглих столів.
Серед нагород — грамоти Міністерства культури України, Львівської ОДА, Львівської міської ради, подяки музеїв і закладів культури.